# Avenida Borges de Medeiros (Rio de Janeiro)
Avenida Borges de Medeiros é um importante logradouro da cidade do Rio de Janeiro. situa-se entre os bairros da Lagoa, Jardim Botânico, Gávea e Leblon, margeando a Lagoa Rodrigo de Freitas, nos lados oeste e norte. e por ser um ponto conhecido, pois nele situam-se o Jockey Club Brasileiro e o Clube de Regatas do Flamengo.
Seu nome homenageia o político gaúcho Borges de Medeiros, que foi presidente do estado do Rio Grande do Sul.